# Code of the Sea
Code of the Sea è un film muto del 1924 diretto da Victor Fleming.

## Trama
Quando Bruce McDow, giovane ufficiale di marina, rifiuta di fare una riparazione durante una tempesta, l'equipaggio lo bolla come un coniglio e lui, poco sicuro di sé, teme di avere ereditato la vigliaccheria di suo padre, un comandante di cui si vociferava fosse molto poco coraggioso. Jenny, la sua fidanzata, che ha fiducia in lui, gli trova lavoro come marinaio su una nave faro. Durante una burrasca, Bruce - messo davanti al pericolo - riuscirà a dimostrare il proprio coraggio salvando Jenny ed evitando il naufragio di una nave.

## Produzione
Il film fu prodotto dalla Famous Players-Lasky Corporation.

## Distribuzione
Il copyright del film, richiesto dalla Famous Players-Lasky Corp., fu registrato il 4 giugno 1924 con il numero LP20273.

Distribuito dalla Paramount Pictures, il film uscì nelle sale statunitensi il 2 giugno 1924. Nel 1925, la Famous-Lasky Film Service lo distribuì nel Regno Unito (23 marzo), in Canada e in Australia. In Finlandia, uscì il 24 agosto 1925; in Austria prese i titoli Liebeslohn oder Pflicht? e Das Feuerschiff; in Danimarca, quello di Søens helte; in Francia, è conosciuto come Marins; in Germania, come Bis zum letzten Mann; in Svezia, Havets lag.
Copie complete della pellicola si trovano conservate negli archivi della Library of Congress di Washington, al George Eastman House di Rochester, all'UCLA Film And Television Archive di Los Angeles.